# Pilates
El mètode Pilates (conegut popularment com a pilates), és un sistema d'entrenament físic inventat durant la Primera Guerra Mundial per l'alemany Joseph Pilates basat en els seus coneixements de diverses especialitats com la gimnàstica, la traumatologia, el ballet o el ioga.
Al seu inici el mateix Pilates ho va anomenar contrologia (en anglès contrology), ja que creia que el seu mètode utilitzava la ment per a controlar els músculs. El mètode Pilates se centra en la postura dels músculs centrals que ajuden a mantenir l'equilibri del cos i que són essencials per a l'òptim manteniment de la columna vertebral. En particular, els exercicis de pilates ensenyen a qui els practica a ser conscient de la respiració i l'alineació de la columna i enforteixen els músculs interns del tronc que són importants per a evitar dolors d'esquena.

## Història

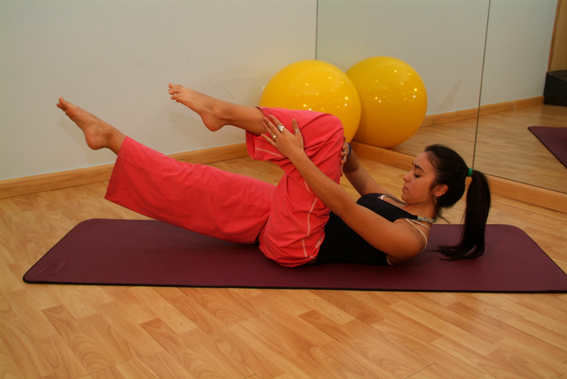
Jove fent pilates

Joseph Pilates fou un infant malaltís fet que el dugué a estudiar el cos humà i la manera d'enfortir-lo mitjançant l'exercici. D'aquesta manera, amb el temps va arribar a ser un gran atleta. Va començar a desenvolupar el seu mètode a Anglaterra en ser internat durant la Primera Guerra Mundial en un camp de concentració a causa de la seva nacionalitat alemanya. Treballant com a infermer desenvolupà una metodologia per a millorar l'estat de salut d'altres interns mitjançant l'exercici. Per als més dèbils i malalts construí damunt dels llits un sistema de politges i cordes per exercitar els músculs que fou l'origen d'algunes de les màquines que va idear i millorar durant anys. Amb el temps va desenvolupar un gran nombre d'exercicis per a ser realitzats amb aquestes màquines i també per ser practicats a terra damunt d'un matalàs.
El 1923 es traslladà als Estats Units d'Amèrica, on obrí un estudi per ensenyar el seu mètode al barri novairoquès de Manhattan. Aviat es va fer popular entre coreògrafs i ballarins, les lesions dels quals, derivades de l'entrenament intensiu, els obligaven a passar períodes molt llargs de recuperació i d'inactivitat.

## Fonaments
Tot i que el mètode Pilates s'ha desenvolupat i ha donat lloc a una gran quantitat d'estils i aplicacions diverses, existeixen uns principis fonamentals que sempre han d'estar presents en la seva pràctica:
- Alineament
- Centralització
- Concentració
- Control
- Precisió
- Fluïdesa
- Respiració

Els exercicis es basen en moviments controlats, conscients i coordinats amb la respiració, amb la finalitat de crear un cos harmoniós, coordinat, musculat i flexible. Mitjançant la seva pràctica, la ment va prenent consciència de les capacitats, limitacions, fortaleses i debilitats del cos per tal de millorar l'estat físic i mental. És un esport molt tècnic, on la correcta execució dels diferents elements que componen cada exercici és més important que el nombre de repeticions o sèries. Altres dos punts molt importants a destacar són la respiració i el concepte que Pilates va anomenar powerhouse.
El powerhouse, que podem traduir com a «centre de força», «centre de poder» o «centre d'energia», Pilates el va situar a la part inferior del tronc, com una faixa que envolta tota la zona lumbar i abdominal. Fa referència, fonamentalment tot i que no exclusivament, al múscul transvers de l'abdomen, l'enfortiment del qual és precisament la clau de tot el mètode i el fet que permet al cos moure's lliurement i equilibradament, evitant moviments i compensacions perjudicials. Tots els moviments s'inicien i se sostenen des d'aquesta zona del cos, que sempre ha d'estar present durant la pràctica dels exercicis. La seva situació física i la seva funció com a origen i motor de tot el moviment corporal coincideixen en gran part amb els del dantian de la medicina tradicional xinesa.
La respiració també té un paper primordial en el mètode. Els resultats de la seva bona pràctica són significatius: una major capacitat pulmonar i una millor circulació sanguínia són els primers objectius perseguits, per traduir-los més tard en força, flexibilitat, coordinació mental i postura correcta. Es practica una respiració intercostal. En inspirar s'ha de notar com les costelles se separen. A l'expiració, que acostuma a coincidir amb la intensitat més gran de l'exercici, es tanquen primer les costelles i després s'enfonsa el powerhouse (part inferior del tronc), amb la sensació d'enganxar el melic a la columna. En ocasions s'hi afegeixen el tancament del perineu i la contracció dels glutis.
En la respiració de pilates s'inspira pel nas i s'exhala per la boca. En l'inhalar és molt important no relaxar els músculs abdominals per tal de no perdre l'alineació postural, i que això provoqui utilitzar els músculs no adequats durant l'execució dels exercicis. L'exhalació facilita la contracció dels músculs abdominals, ja que anatòmicament en fer-la es produeix un encongiment en la caixa toràcica «cap endins i cap avall». La respiració ha de ser en tot moment lenta i contínua i s'ha de procurar realitzar inhalacions i exhalacions de la mateixa durada per tal de permetre un òptim intercanvi gasós (d'oxigen i diòxid de carboni) en el cos.
Com a regla general, a pilates la durada de les inhalacions i les exhalacions varia en funció del nivell dels practicants: en alumnes principiants es recomanen 3 temps d'inhalació i exhalació, en alumnes de nivell intermedi es recomanen 5 temps d'inhalació i exhalació, i en alumnes avançats es recomanen 8 temps d'inhalació i exhalació.